# Vengeons
Vengeons era un comune francese di 493 abitanti situato nel dipartimento della Manica nella regione della Normandia. Dal 1º gennaio 2016 è divenuto comune delegato del nuovo comune di Sourdeval.

## Società

### Evoluzione demografica
Abitanti censiti